# Yvan Beausire
Pour les articles homonymes, voir Beausire.
Yvan Beausire (1913 - 1996) dit « Leclerc », était un ancien combattant français de la Seconde Guerre mondiale.

## Biographie
Il est né le 23 novembre 1913 à Joinville dans la Haute-Marne, Fils de Casimir Camille Eugène Beausire et de Alexandrine Sauvageot, il était marié à Yvonne Crépin. Lui et son épouse ont eu dix enfants.
Trois fois évadé des prisons allemandes en cinq mois, (la dernière fut la bonne); ancien chef des groupes FFI, créateur du maquis de Senon (dont il fut le chef de 1942 au 1er septembre 1944), responsable FTP sous le pseudonyme de Leclercq ou Leclaire, lieutenant FFI ; engagé volontaire à la 1re armée du général de Lattre de Tassigny où il termina la guerre comme lieutenant de compagnie et où il participa aux durs combats de 1944-1945.

## Décorations
|  |  |  |
|  |  |  |

### Intitulés
Yvan Beausire était titulaire de nombreuses distinctions :
- Légion d'honneur (chevalier)[Quand ?]
- Médaille militaire
- Ordre national du Mérite
- Croix de Guerre 1939-1945
- Croix du combattant volontaire de la Résistance
- Médaille des évadés
- Médaille des blessés de guerre
- Médaille de la bataille de Warld
- Diplôme des vétérans des FFI

Après la guerre, Yvan Beausire s'installa à Xonrupt-Longemer où il exploita un élevage de poules pondeuses à la ferme de Vologne. Yvan Beausire fut conseiller municipal de la commune de 1966 à 1977. Il fut également conseiller prud'homal et responsable du Crédit agricole.
Yvan Beausire est mort le 16 juin 1996 à Gérardmer, dans les Vosges.